# Čavisov
Čavisov är en ort i Tjeckien. Den ligger i den östra delen av landet, 260 km öster om huvudstaden Prag. Čavisov ligger 344 meter över havet och antalet invånare är 448.
Terrängen runt Čavisov är huvudsakligen platt, men norrut är den kuperad. Terrängen runt Čavisov sluttar österut. Runt Čavisov är det ganska tätbefolkat, med 124 invånare per kvadratkilometer. Närmaste större samhälle är Ostrava, 14,4 km öster om Čavisov. Trakten runt Čavisov består till största delen av jordbruksmark.